# Grup de tres elements
Un grup de tres elements és un grup finit que té tres elements. Per això diem que és d'ordre 3.
L'estructura d'un grup finit de tres elements s'explica a continuació. Sigui I = ({a, b, c}, *) un grup; cal que tingui un element neutre que ha de ser o bé a, o bé b, o bé c. Considerem que és a. Llavors a* a = a, a* b = b* a = b i a* c = c* a =c; atès que l'operació entre qualsevol nombre i l'element neutre dona el mateix nombre.
Suposem que els elements b i c siguin inversos de si mateixos. És a dir, b* b = a i c* c = a. Hem de veure quin pot ser el resultat de b* c i c* b. Si b* c = c* b = c (o bé igual a b) tindríem que b és l'element neutre, i això comporta una contradicció, atès que hem suposat que ho és a (que és diferent de b) i l'element neutre és únic. El mateix passaria si fos igual a b. Per tant, haurà de ser b* c ≠ c* b, és a dir, un grup no commutatiu. Anomenem el resultat d'aquestes operacions b* c = b i c* b = c sense perdre generalitat perquè l'altra opció és escriure-ho al revés. Ara se n'ha de comprovar l'associativitat. Però no ho és perquè
(b* c)* b = b* b = a ≠ b*(c* b) = b* c = c.
Per tant, no existeix cap grup no commutatiu de tres elements.
Hem demostrat per reducció a l'absurd que no podem tenir b i c d'ordre dos. L'altra alternativa és que els elements b i c siguin inversos l'un de l'altre. És a dir, b* c = a i c* b = a. S'ha de veure quin pot ser el resultat de b* b i c* c. Si b* b = b i c* c = c, ambdós b i c, actuarien com a element neutre, el que comporta contradicció, atès que ho és a i l'element neutre és únic. Per tant, haurà de ser b* b = c i c* c = b.
En conclusió, la taula del grup de tres elements és:
| * | a | b | c |
| - | - | - | - |
| a | a | b | c |
| b | b | c | a |
| c | c | a | b |
Manca comprovar-ne l'associativitat però no és difícil veure que sí que es compleix en tots els casos. Per exemple, b*(b* c) = (b* b)* c perquè 
b*(b* c) = b* a = b,
(b* b)* c = c* c = b.
Per tant, aquesta estructura és l'única possible per a un grup de tres elements.

## Propietats
- Tot grup de tres elements és cíclic i abelià.
- Com hem dit, el grup cíclic és l'únic grup de 3 elements que existeix llevat d'isomorfisme
- El grup additiu de les classes de residus dels enters mòdul 3, anomenat ℤ/3ℤ és la manera usual de mostrar el grup de tres elements.